# Lone Koppel
Lone Herman Koppel (født 20. maj 1938 i København) er en dansk operasanger (sopran).
Hun har gennem 30 år været en af de førende lyrisk-dramatiske sopraner på Det kgl. Teater. Debut som Musette i La Boheme i 1962. Særligt fremtrædende er hendes fortolkning af titelpartiet i Puccinis Tosca, som TV i 1964 fastholdt i en produktion med Willy Hartmann og Ib Hansen. Hun var i 1969-79 gift med operachef og pianist John Winther, der tog hende med til operaen i Sydney, hvor hun var ansat i 1973-78. Af hendes store repertoire kan nævnes roller som Senta i Den flyvende Hollænder, Leonore i Trubaduren, Lady Macbeth i Macbeth, Amneris i Aida, Amelia i Maskeballet, Judith i Bluebeard´s Castle, Santuzza i Cavalleria Rusticana, Madame Croissy i Dialogues des Carmélites, Elisabeth og Eboli i Don Carlos, Donna Anna og Donna Elvira i Don Giovanni, Tatjana i Eugen Onegin, Jenufa og Kostelnicka i Jenufa, Ortrud i Lohengrin, Jenny i Mahagonny, Kundry i Parsifal, Lisa og The Old Prioress i Spader Dame, Octavian i Rosenkavaleren, Amelia i Simon Boccanegra, Elisabeth og Venus i Tannhäuser, Giorgetta i Kappen, Marie i Wozzeck og titelpartier i Fidelio, Salome, Katarina Ismailowa, Katya Kabanova, Manon Lescaut, Ariadne på Naxos, Tosca og Elektra. Hendes sceneoptræden har altid været præget af personlig udformning og stor intensitet. 
Lone Koppel er datter af komponist og pianist Herman D. Koppel og dennes hustru Vibeke f. Clausen-Bruun. Hun var i perioden 1961-66 gift med redaktør Erik Cosman Lindgren, senere gift med pianist og operadirektør John Winther 1969 - 78, og har været gift med operasanger Björn Asker siden 1983. Hun har tre børn: Therese Marie Koppel (f. 1963), Thomas Peter Koppel (f. 1965) (Sanger) og Nikolaj Koppel (f. 1969) (Pianist og Underdirektør i Tivoli siden 2015).
Hun er Ridder af 1. grad af Dannebrogordenen.
CD Lone Koppel Studio & Live Recordings 1963 – 86 Danacord – DACOCD623-24 (2006)